# 67. ceremonia wręczenia Oscarów
67. ceremonia rozdania Oscarów odbyła się 27 marca 1995 roku w Shrine Auditorium w Los Angeles.

## „Ku pamięci”
Krótki materiał filmowy o ludziach filmu, którzy odeszli w przeciągu ostatniego roku.
W roli prezenterki wystąpiła Sigourney Weaver.
Wspominano następujących ludzi filmu: Fernando Rey, Cameron Mitchell, Barry Sullivan, Giulietta Masina, Peter Cushing, Frank Wells, Noah Beery Jr., Woody Strode, Jessica Tandy, Tom Ewell, Lionel Stander, Jule Styne (kompozytor), Arthur Krim, animator Walter Lantz, Ferdinando Scarfiotti (scenograf), Robert Bolt (scenarzysta), Donald Pleasence, Harry Saltzman (producent), Terence Young (reżyser), Burt Lancaster, Henry Mancini (kompozytor), Martha Raye, George Peppard, Gilbert Roland, Rossano Brazzi, Cab Calloway, Mildred Natwick, Macdonald Carey, David Wayne oraz Raúl Juliá.

## Wykonawcy piosenek
- „Can You Feel the Love Tonight” – Elton John
- „Look What Love Has Done” – Patty Smyth
- „Circle of Life” – Elton John
- „Make Up Your Mind” – Bucks Fizz

## Lista nominacji i zwycięzców

### Najlepszy film
- Wendy Finerman, Steve Tisch, Steve Starkey – Forrest Gump
- Duncan Kenworthy – Cztery wesela i pogrzeb
- Lawrence Bender – Pulp Fiction
- Michael Jacobs, Julian Krainin, Michael Nozik, Robert Redford – Quiz Show
- Niki Marvin – Skazani na Shawshank

### Najlepszy aktor
- Tom Hanks – Forrest Gump
- Nigel Hawthorne – Szaleństwo króla Jerzego
- Paul Newman – Naiwniak
- John Travolta – Pulp Fiction
- Morgan Freeman – Skazani na Shawshank

### Najlepszy aktor drugoplanowy
- Martin Landau – Ed Wood
- Chazz Palminteri – Strzały na Broadwayu
- Gary Sinise – Forrest Gump
- Samuel L. Jackson – Pulp Fiction
- Paul Scofield – Quiz Show

### Najlepsza aktorka
- Jessica Lange – Błękit nieba
- Susan Sarandon – Klient
- Winona Ryder – Małe kobietki
- Jodie Foster – Nell
- Miranda Richardson – Tom i Viv

### Najlepsza aktorka drugoplanowa
- Dianne Wiest – Strzały na Broadwayu
- Jennifer Tilly – Strzały na Broadwayu
- Helen Mirren – Szaleństwo króla Jerzego
- Uma Thurman – Pulp Fiction
- Rosemary Harris – Tom i Viv

### Najlepsza scenografia i dekoracja wnętrz
- Ken Adam i Carolyn Scott – Szaleństwo króla Jerzego
- Santo Loquasto, Susan Bode – Strzały na Broadwayu
- Rick Carter, Nancy Haigh – Forrest Gump
- Dante Ferretti, Francesca Lo Schiavo – Wywiad z wampirem
- Lilly Kilvert, Dorree Cooper – Wichry namiętności

### Najlepsze zdjęcia
- John Toll – Wichry namiętności
- Don Burgess – Forrest Gump
- Roger Deakins – Skazani na Shawshank
- Piotr Sobociński – Trzy kolory. Czerwony
- Owen Roizman – Wyatt Earp

### Najlepsze kostiumy
- Lizzy Gardiner, Tim Chappel – Priscilla, królowa pustyni
- Jeffrey Kurland – Strzały na Broadwayu
- Colleen Atwood – Małe kobietki
- April Ferry – Maverick
- Moidele Bickel – Królowa Margot

### Najlepsza reżyseria
- Robert Zemeckis – Forrest Gump
- Woody Allen – Strzały na Broadwayu
- Quentin Tarantino – Pulp Fiction
- Robert Redford – Quiz Show
- Krzysztof Kieślowski – Trzy kolory. Czerwony

### Pełnometrażowy film dokumentalny
- Freida Lee Mock, Terry Sanders – Maya Lin: A Strong Clear Vision

### Krótkometrażowy film dokumentalny
- Charles Guggenheim – A Time For Justice

### Najlepszy montaż
- Arthur Schmidt – Forrest Gump
- Frederick Marx, Steve James, William Haugse – W obręczy marzeń
- Sally Menke – Pulp Fiction
- Richard Francis-Bruce – Skazani na Shawshank
- John Wright – Speed: Niebezpieczna prędkość

### Najlepszy film nieanglojęzyczny
- Rosja: Nikita Michałkow – Spaleni słońcem
- Macedonia: Miłczo Manczewski – Przed deszczem
- Belgia: Gérard Corbiau – Farinelli: ostatni kastrat
- Kuba: Juan Carlos Tabío i Tomás Gutiérrez Alea – Truskawki i czekolada
- Tajwan: Ang Lee – Jedz i pij, mężczyzno i kobieto

### Najlepsza charakteryzacja
- Rick Baker, Ve Neill, Yolanda Toussieng – Ed Wood
- Daniel C. Striepeke, Hallie D’Amore, Judith A. Cory – Forrest Gump
- Daniel Parker, Paul Engelen, Carol Hemming – Frankenstein

### Najlepsza muzyka
- Hans Zimmer – Król lew
- Alan Silvestri – Forrest Gump
- Elliot Goldenthal – Wywiad z wampirem
- Thomas Newman – Małe kobietki
- Thomas Newman – Skazani na Shawshank

### Najlepsza piosenka
- „Can You Feel The Love Tonight” – Król lew – muzyka:Elton John; słowa: Tim Rice
- „Look What Love Has Done” – Junior – Carole Bayer Sager, James Newton Howard, James Ingram, Patty Smyth
- „Circle of Life” – Król lew – muzyka: Elton John; słowa: Tim Rice
- „Hakuna Matata” – Król lew – muzyka: Elton John; słowa: Tim Rice
- „Make Up Your Mind” – Zawód: dziennikarz – Randy Newman

### Najlepszy dźwięk
- Gregg Landaker, Steve Maslow, Bob Beemer, David MacMillan – Speed: Niebezpieczna prędkość
- Donald O. Mitchell, Michael Herbick, Frank A. Montańo, Art Rochester – Stan zagrożenia
- Randy Thom, Tom Johnson, Dennis S. Sands, William B. Kaplan – Forrest Gump
- Paul Massey, David E. Campbell, Chris David, Douglas Ganton – Wichry namiętności
- Robert J. Litt, Elliot Tyson, Michael Herbick, Willie D. Burton – Skazani na Shawshank

### Najlepszy montaż dźwięku
- Stephen Hunter Flick – Speed: Niebezpieczna prędkość
- Bruce Stambler, John Leveque – Stan zagrożenia
- Gloria S. Borders, Randy Thom – Forrest Gump

### Najlepsze efekty specjalne
- Ken Ralston, George Murphy, Stephen Rosenbaum, Allen Hall – Forrest Gump
- Scott Squires, Steve „Spaz” Williams, Tom Bertino, Jon Farhat – Maska
- John Bruno, Thomas L. Fisher, Jacques Stroweis, Pat McClung – Prawdziwe kłamstwa

### Krótkometrażowy film animowany
- Alison Snowden, David Fine – Bob’s Birthday

### Krótkometrażowy film aktorski
Nagrodzono dwa filmy:
- Peter Capaldi, Ruth Kenley-Letts – Franz Kafka's It's Wonderful Life
- Peggy Rajski, Randy Stone – Trevor

### Najlepszy scenariusz oryginalny
- Quentin Tarantino, Roger Avary – Pulp Fiction
- Woody Allen, Douglas McGrath – Strzały na Broadwayu
- Richard Curtis – Cztery wesela i pogrzeb
- Fran Walsh, Peter Jackson – Niebiańskie stworzenia
- Krzysztof Piesiewicz, Krzysztof Kieślowski – Trzy kolory. Czerwony

### Najlepszy scenariusz adaptowany
- Eric Roth – Forrest Gump
- Alan Bennett – Szaleństwo króla Jerzego
- Robert Benton – Naiwniak
- Paul Attanasio – Quiz Show
- Frank Darabont – Skazani na Shawshank

### Oscar Honorowy
- Michelangelo Antonioni – za całokształt twórczości